# Italo disco
L'Italo-disco o Italodisco è un sottogenere musicale della disco music che ebbe origine alla fine degli anni settanta e durò fino alla fine degli anni ottanta.
Da questo stile sono nate l'Italo house e l'Italo dance, che hanno continuato a vivere fino agli inizi degli anni 2000 e negli anni successivi, anche se in misura minore.

## Definizione e caratteristiche
Il genere venne definito con tale denominazione durante la seconda metà degli anni ottanta da Bernhard Mikulski, un produttore e discografico tedesco che usualmente definiva Italo le produzioni disco music provenienti dall'Italia, il quale designò tutta quella musica, suonata e prodotta principalmente da artisti italiani tra la fine degli anni settanta e gli inizi degli anni ottanta, ispirata all'Euro disco di Giorgio Moroder, dalle melodie orecchiabili, ritornelli e melodie semplici, accompagnata da ritmi di drum machine e linee di basso elettrico e un tappeto di Moog. Il ritmo usuale delle canzoni Italo disco è la cosiddetta cassa in 4, tipica della musica dance, con rullante più battimani in levare. Secondo quanto sottolineano Andrea Angeli Bufalini e Giovanni Savastano nello loro Storia della disco music, l'Italo disco è in parte debitrice del rock progressivo a causa di artisti come Alberto Radius, Vince Tempera, Tullio De Piscopo e Claudio Simonetti, che furono fra i primi ad affacciarsi a tale stile. Altro aspetto che fa da ponte tra l'Italo disco e il progressive è il sopracitato Moog, strumento musicale spesso usato in entrambi gli stili.
I testi in inglese, spesso ispirati allo stile di vita americano, trattano i facili o complessi amori della vita quotidiana, oppure si ispirano alla vita di notte, al futuro e alla tecnologia, con numerosi riferimenti al Giappone e agli Stati Uniti. Secondo il musicologo Dario Martinelli, molti brani Italo disco possono essere visti come "meta-canzoni" per via dei riferimenti ai brani stessi, al loro ritmo, all'atto del ballare, ecc. Molte volte, però, l'Italo disco gioca soprattutto su temi nonsense.

## Storia

### Origini
L'Italo disco vera e proprio nacque dalle ceneri della disco music americana tra il 1978 
e il 1979, periodo in cui emersero la new wave, il post-punk e il new romantic. Alcune di quelle che sono considerate le prime e più rappresentative formazioni Italo disco riuscirono ad ottenere grandi successi negli Stati Uniti. Ciò è confermato dalle pubblicazioni degli Easy Going, il cui primo album omonimo, uscito nel 1978, è considerato il primo esempio dello stile e i Kano, che, nel 1980, debuttarono con I'm Ready e It's a War. Nello stesso periodo il duo di produttori composto da Jacques Fred Petrus e Mauro Malavasi, fondarono la Goody Music Records e una serie di formazioni quali i Macho (la cui I'm a Man, originariamente scritta da Steve Winwood, giunse al primo posto delle classifiche in America), i Revanche, i Peter Jacques Band (noti soprattutto per Fire Night Dance del 1978) e i Change  (ebbero particolarmente successo i loro singoli di esordio A Lover's Holiday e The Glow of Love, entrambi del 1980).
Anche le Hermanas Goggi ebbero successo in Europa e Sud America con il singolo Estoy Bailando nel 1979, diventato nel tempo un brano cult della comunità gay spagnola. Molti altri artisti vennero influenzati dal genere disco, incidendo alcuni brani con questo stile: Mina con Amante amore, Se il mio canto sei tu e Morirò per te, che nel 1982 entrò nella Hot Dance Club Play di Billboard.
I Pooh in album quali Rotolando respirando, Boomerang, Viva, ...Stop, Buona fortuna mostrano chiare influenze disco, Rita Pavone incide Rita e l'anonima ragazzi, album disco per i più piccoli, Mia Martini nel 1977 partecipa all'Eurofestival con Libera, Loredana Bertè pubblica In alto mare, singolo disco influenzato da sonorità funk.
Un altro filone molto in voga era il rifacimento di vecchie canzoni italiane in versione disco: nel 1976 Marcella Bella propone una versione disco di Resta cu'mme di Domenico Modugno, nel 1979 escono Discoquando di Tony Renis, una versione ballabile di Quando quando quando, Una lacrima sul viso, di Bobby Solo e Città vuota reincisa da Mina.
Molti artisti avevano iniziato ad incidere brani da discoteca, con testi in inglese, nella seconda metà degli anni settanta. Nel 1975 il cantante Alberto Anelli, usando lo pseudonimo "El Tigre", incide alcuni dischi in questo stile, ottenendo successo soprattutto con Baby e Op eh op. I fratelli La Bionda (che utilizzarono anche lo pseudonimo D. D. Sound) furono i pionieri del genere, sia in veste di produttori, poiché avevano prodotto Amanda Lear, che come interpreti, con successi internazionali come Disco Bass e 1-2-3-4 Gimme Some More e, l'anno successivo con il loro vero cognome La Bionda, One for You, One for Me, n. 1 nelle classifiche mondiali. Seguirono altri gruppi come gli Easy Going, Gepy & Gepy che lanciano Blu e Body to body, i Number One Ensemble, i Questions di Gene Guglielmi, i Barbados Climax di Alan Taylor (che hanno il più grande successo nel 1978, con California U.S.A.), gli Azoto che nel 1979 riscuotono successo con il brano San Salvador, che furono sono alcuni degli esponenti di quello che verrà chiamato il fenomeno Italo disco ai suoi albori.

### Gli anni 1980 e il successo
A partire dagli anni ottanta, in seguito alla Disco Demolition Night, una manifestazione anti-disco tenutasi durante un double-header di baseball al Comiskey Park a Chicago il 12 luglio 1979 («il giorno che la disco morì»), il fenomeno della disco music dello Studio 54, quella di Donna Summer, Giorgio Moroder e altri, si attenuerà inesorabilmente negli Stati Uniti, proseguendo però in Europa. La Italo disco divenne un significativo stile musicale nel panorama discografico mondiale con altri successi come Glove of Love album dei Change gruppo di Bologna o i Firefly, di Vicenza con Love is gonna be on your side, nella prima metà degli anni ottanta Happy Children di P. Lion, oppure Self Control di Raf che, grazie alla versione di Laura Branigan, ottenne grande successo sia in Europa che negli Stati Uniti dove si posizionò alla quarta posizione nella US Billboard Hot 100 chart e alla seconda in quella dance. Il singolo raggiunse la prima posizione anche in Canada, Austria, Sudafrica e Svizzera dove divenne il singolo più venduto del 1984 ed entrò al quinto posto nella classifica inglese.
Nel 1981 Gary Low, Ronnie Jones, Ago, Jimmy Ross, Flirts, godettero di grande notorietà grazie alle radio. Con i primi anni '80 Pierluigi Giombini, considerato una figura chiave del fenomeno dell'Italo Disco, compone numerosi brani considerati iconici per cantanti come Gazebo, Gary Low e Ryan Paris, spingendo numerosi brani in alto nelle classifiche di tutto il mondo. Nel 1982 esce infatti Masterpiece, interpretata da Gazebo, brano che scala tutte le classifiche dance europee, seguito poi da artisti come Mike Francis (pseudonimo di Francesco Puccioni), e gruppi come Traks e Baltimora con Jukebox boy, Woody Boogie e Tarzan Boy.
Allo stesso filone appartengono gruppi quali Scotch (che erano molto vicini al genere Italo disco dei Righeira, prodotti dai fratelli La Bionda), Kano, le Fun Fun, R. Bais, Charly Danone e i Fake.
Nel 1982 la Italo disco si afferma sulla grande scena musicale italiana, con il trionfo del brano Storie di tutti i giorni, interpretato da Riccardo Fogli al Festival di Sanremo di quell'anno, che ha permesso la diffusione del genere in America Latina grazie alla sua versione spagnola.
Nel 1983 Gazebo si ripete con I Like Chopin portando il brano nelle classifiche di mezzo mondo. Il singolo vince la Top European Chart Act Award di Music Week, quale brano più presente nelle classifiche Europee nel 1983. Primo in paesi quali Italia, Germania, Austria, Svizzera, Spagna e Francia, il brano entra nelle top chart anche in Scandinavia, Sud-est Asiatico, Giappone e Sud America, totalizzando più di otto milioni di dischi venduti tra il 1983 e il 1985.
Nel 1985 anche Little Tony cavalca l'onda Italo disco pubblicando il singolo Centomila volte ancora, scritto per lui da Carla Vistarini e Tony Malco.
Sempre nel 1983, il gruppo Baby's Gang pubblica Happy Song. Il brano divenne famoso anche all'estero grazie alla cover dei Boney M. e lanciò i Baby's Gang anche all'estero.
Accanto ai nomi più famosi dotati di un management che poteva proporli in grosse manifestazioni musicali come Festivalbar e Discoring ci furono moltissimi dischi di artisti minori prodotti da etichette indipendenti; all'epoca difficilmente collocabili all'attenzione del grande pubblico e poi divenuti oggetti da collezione ricercatissimi, spesso ristampati perché le stampe originali sono oggi costose e rarissime. Tra questi R°A, Jester, Giusy Dej, Ester, Deca, Apple Band, Riccelli.
Il fenomeno dell'Italo disco porta alla luce della ribalta una serie di artisti italiani che vedranno i loro nomi legarsi inesorabilmente al genere nel corso degli anni: gruppi come i Gaznevada o i Righeira e artisti come Ken Laszlo.
Altri artisti Italiani come George Aaron, Den Harrow, Dhuo, Koto, Silver Pozzoli, Tom Hooker, riusciranno a piazzare più volte i loro brani nelle classifiche europee.
Uno dei dischi che ebbe maggiore visibilità internazionale fu Dirty Talk di Klein + M.B.O., a cui lavorarono il deejay americano Tony Carrasco, Davide Piatto, la cantante Rossana Casale e la produzione di Mario Boncaldo. Questi ultimi li ritroveremo nel progetto N.O.I.A. C'era anche chi era contro corrente all'interno del fenomeno stesso e amava tuffarsi nel passato, nella cultura celtica o britannici, come Valerie Dore che cantò diversi brani ambientati nelle corti di re Artù o nelle lotte di Sir Lancelot come King Arthur, Lancelot, Legend e The Night.
A produzioni e artisti impegnati si affiancarono tormentoni più facili e amati dalle grandi masse come Vamos a la playa dei sopracitati Righeira; U.S.S.R. di Eddy Huntington, People from Ibiza di Sandy Marton, Survivor di Mike Francis, Dolce vita di Ryan Paris. Artiste come Tracy Spencer, Jo Squillo, Taffy, e Celeste Johnson riscossero altrettanto successo tanto in Italia quanto all'estero.
Altrettanto rappresentative furono Spagna con Easy Lady e Call Me che scalò le classifiche inglesi, pubblicando quattro album anche per il mercato americano, e Sabrina Salerno che con il singolo Boys (Summertime Love), si posizionò al terzo posto in Inghilterra, vendendo nel corso della sua carriera venti milioni di copie.
Non si attenua anche in questo decennio il fenomeno della disco music cantata in italiano, con singoli di successo come Gioca jouer, Ska Shou Shou e Fotostop di Claudio Cecchetto, Ma quale idea di Pino D'Angiò, Mamma Maria, Voulez vous danser e Hasta la vista dei Ricchi e Poveri, e Ti sento, che, incisa in inglese col titolo I feel you, lanciò i Matia Bazar nelle classifiche europee. L'autore televisivo Antonio Ricci (voce cantata del Gabibbo) ha inciso le prime sigle di Striscia la notizia in chiave Italo disco. Artiste come Diana Est e Lu Colombo lanciano rispettivamente Tenax, Le Louvre, Maracaibo e Dance All Nite. Anche Milva ha inciso un album dalle influenze Italo disco dal titolo Corpo a corpo, che conteneva una cover del brano Marinero incisa dalla venezuelana Lucia.

### La riscoperta degli anni 2000
Verso gli anni 2000 si è registrata una tendenza alla rivalutazione internazionale del genere Italo disco. Un ritorno agli anni ottanta sia nella musica pop che in quella elettronica, ha portato i deejay a rispolverare i vecchi dischi Italo per i DJ set e non solo. Famoso il caso dell'italo-americano Scott Wozniak, che nel 2006 rilascia su Defected Talk Dirty to Me, su un campione di Dirty Talk.
Tra il 2005 e il 2008 sono state pubblicate diverse compilation come Cosmic the Original e Cosmic Disco?! Cosmic Rock!!! di Daniele Baldelli, la serie Italo Session di DJ Zone e Vintage Future di DJ Serge. Basi di Kano, George Aaron e Tom Hooker sono state campionate da autori italiani e stranieri come gli Useless Wooden Toys con Dancegum, Calvin Harris con I created disco e Beyoncé, che ha utilizzato la base di Somebody dei Video per una delle versioni della sua Single Ladies (Put a Ring on It).

## I luoghi di diffusione
Le prime discoteche in Italia sono state l'evoluzione delle balere e dei beach club in Romagna o in Versilia (un esempio è la Capannina di Franceschi). In seguito nacquero locali ex novo nelle grandi città, ma anche in zone ad alta attrattiva turistica come l'Emilia-Romagna, la Liguria o il Lago di Garda. Fra i locali da ballo pionieri del fenomeno dell'Italo disco si citano lo Xenon di Scandicci (Firenze), con Marzio Dance DJ, il Picchio Rosso di Formigine, il Kiwi di Piumazzo (celebre la sequenza del film Joan Lui con Adriano Celentano), il Mac2 di Modena, il Marabù di Reggio Emilia, l'Embassy di Rimini e l'Eden Discoteque a Piubega (Mantova) che nel 1973 suona la disco music e il funky proveniente dagli Stati Uniti per poi successivamente convertirsi alla Italo disco.

## I DJ
I fratelli Paul e Peter Micioni, DJ e produttori di Gazebo, Gary Low, Traks, Mike Francis, Amii Stewart e tantissimi altri. All'Italo disco viene erroneamente anche collegato il nome di Giorgio Moroder (creatore del sound eurodisco e Munich Sound e apprezzato autore di colonne sonore e di brani come I Feel Love cantato da Donna Summer) e quello di Baltimora con il suo noto singolo Tarzan Boy, che ebbe un grande riscontro anche negli Stati Uniti.

## Le etichette
Tra le prime etichette discografiche che si specializzano nella disco music di stampo italiano sono da ricordare la Baby Records, Discotto, Goody Music, Discomagic la Radio Records, la Discodix, la Panarecord, la Videoradio, l’Interbeat e la F1 Team. Alcune in grado di stampare e distribuire un catalogo molto vasto con nomi popolari comparsi regolarmente nelle hit-parade; altre molto piccole e indipendenti, con una produzione limitata nel tempo e anche nei titoli.  Dal 2000 in poi sono nate nuove etichette come I Venti Records e Flashback Records che promuovono e producono nuovi lavori del genere Italo disco e artisti storici come Tom Hooker, George Aaron e Miko Mission. Nuovi personaggi attivi fin dagli anni novanta sono emersi per nuovi lavori Italo disco, come Joey Mauro, tastierista e cantante.

## I sottogeneri successivi derivati
Il successo del genere portò l'Italo disco verso il declino. L'ambiente della musica dance italiano attraversò un forte ricambio di artisti che nei primi anni novanta vide come protagonisti Gigi D'Agostino, Benny Benassi, Claudio Coccoluto, Enzo Persueder, Corrado Rizza, Gino Woody Bianchi, Paolo Bolognesi e Amerigo Provenzano, Ike Therry, Albertino e tanti altri che decretarono l'inizio dell'era italo house.
Un'era del tutto diversa, che abbandonò alcune caratteristiche della Italo disco come le percussioni, i suoni di synth e i riverberi. Parallelamente artisti come Mario Fargetta, Tommy Vee, DB Boulevard, Gianni Coletti, Cristian Marchi e cantanti come Sagi Rei e Claudio Suriano promuovono in Italia e nel mondo la loro idea della musica house. Alcuni artisti come il tastierista Joey Mauro hanno miscelato il sound del progressive rock inglese e italiano alla Italo disco creando un sottogenere chiamato progressive Italo disco.